# Chindesaurus bryansmalli
Scoperto negli anni ottanta nella foresta pietrificata dell'Arizona, questo dinosauro era stato pubblicizzato come “il dinosauro più antico”, ma in realtà il chindesauro (Chindesaurus bryansmalli) è vissuto in un'epoca posteriore di quella in cui vissero i suoi parenti più stretti, i primitivi herrerasauridi, pur nell'ambito del Triassico superiore. Chindesaurus (il nome significa “lucertola fantasma”) è comunque un dinosauro molto primitivo, con ossa delle zampe molto antiquate.

## Nelle foreste del Nordamerica
Lungo 3-4 metri, doveva essere un predatore di piccoli animali nelle foreste che popolavano il Nordamerica nel Triassico. Era un carnivoro attivo, dotato di lunghe zampe posteriori e probabilmente di “mani” a cinque dita con artigli atti ad afferrare e ferire.